# Nausinoe capensis
Nausinoe capensis is een vlinder van de familie van de grasmotten (Crambidae), uit de onderfamilie van de Spilomelinae. De wetenschappelijke naam van deze soort is voor het eerst voorgesteld als Lepyrodes capensis door Francis Walker in een publicatie uit 1866.
De soort komt voor in Kenia, Mozambique, Zuid-Afrika, het eiland Mohéli van de Comoren en het eiland Aldabra van de Seychellen.